# Cultura
Ne doit pas être confondu avec Culture (homonymie).
Cultura est une enseigne de distribution française appartenant à la société Socultur, filiale de la holding Sodival. Elle est la troisième enseigne spécialisée dans la commercialisation de biens et loisirs culturels et créatifs en France derrière Leclerc et la Fnac avec (en 2016) 125 025 m2 de surface.

## Historique
Fondée en 1998 par Philippe Van Der Wees, membre par alliance de la famille Mulliez,, l'enseigne ouvre son premier magasin en 1998 à Puilboreau près de La Rochelle. Avec un développement du concept dans un premier temps dans la région Sud-Ouest, l'année 2001 marque le début de l'expansion de l'enseigne à l'ensemble du territoire, dont cinq magasins en région parisienne.
En 2012, Cultura devient le nouveau partenaire du Festival international de la bande dessinée d'Angoulême, succédant ainsi à la Fnac[source secondaire nécessaire].
En septembre 2024, la société se fait voler des données concernant 1,5 million de clients.

## La société

### Implantations
En 2023, l'enseigne compte un peu plus de 107  magasins répartis sur l'ensemble de la France métropolitaine ; elle possède également deux magasins en Belgique et cinq franchises dans les DOM TOM. 

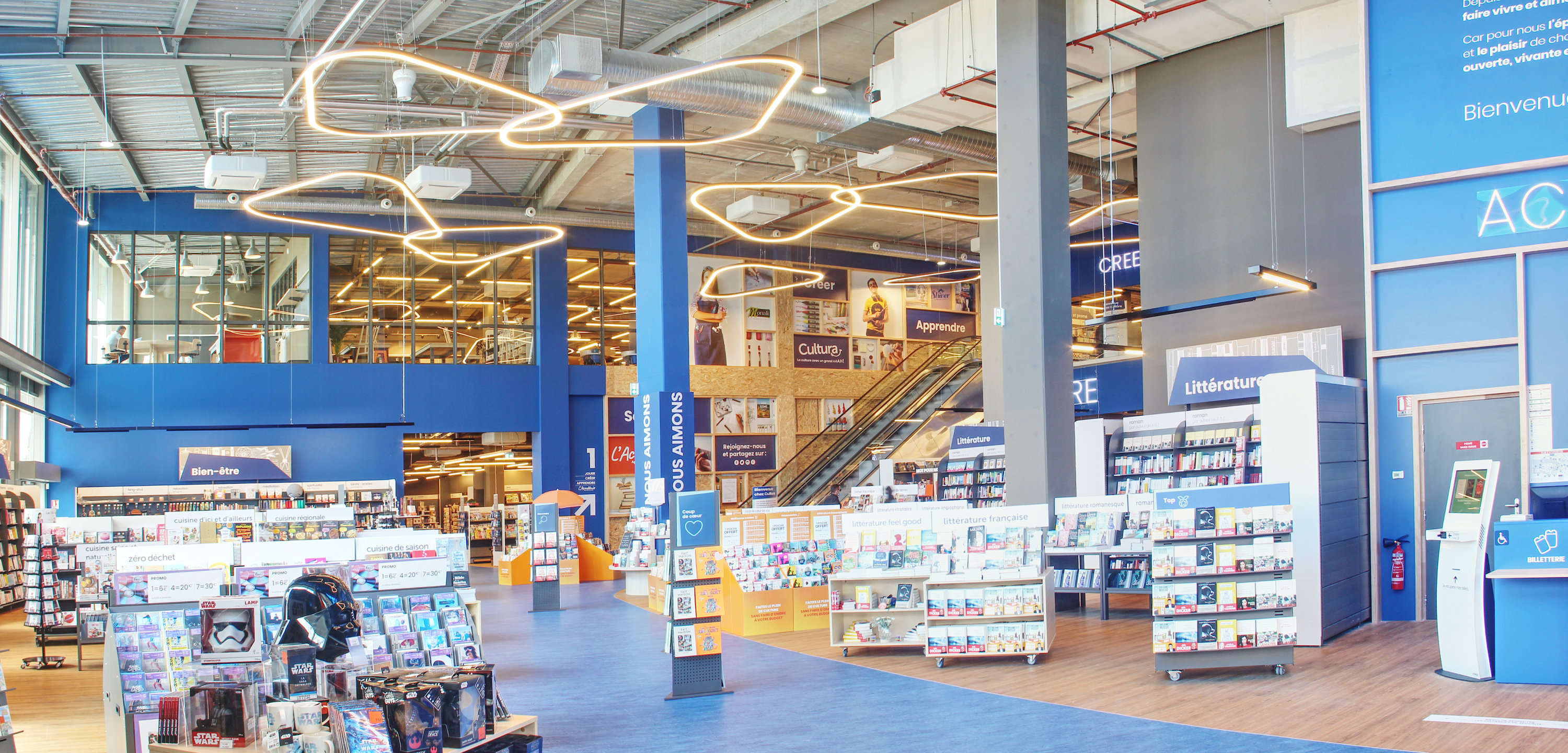
Intérieur d'un magasin Cultura (Bordeaux)

### Actionnaires
Philippe Van Der Wees est le principal actionnaire, majoritaire, de Cultura à travers la holding Sodival. Certains membres de la famille Mulliez sont actionnaires minoritaires, et à titre individuel, mais « Cultura est une enseigne indépendante, sans aucun lien capitalistique ni avec le groupe Auchan ni avec aucune société de la famille Mulliez ».

## Les Talents Cultura
Le prix « Talents Cultura » récompense chaque année une sélection de premiers ouvrages (au nombre de 12 en 2023)  parus dans les catégories « Romans » (4 livres primés) , « Bandes dessinées » (4 livres primés) , et « Jeunesse » (dès 1 an, dès 4 ans, dès 12 ans et dès 13 ans).
Ce prix précède souvent le Renaudot des lycéens ou le Goncourt des lycéens comme pour Delphine de Vigan en 2015, Gaël Faye en 2016, David Diop en 2018 et Victoria Mas en 2019, voire le grand prix du roman de l'Académie française pour Adrien Bosc en 2014 ou le prix Goncourt pour Pierre Lemaître en 2013, Leïla Slimani en 2016 et Nicolas Mathieu en 2018.
Le jury est composé de 900 clients et libraires du réseau Cultura. L'édition 2021 a couronné onze lauréats, la 20e édition s'est déroulée en 2022, et l'édition 2023 a primé 12 ouvrages.